# La Main ouverte
La Main ouverte est une structure symbolique située dans le Territoire de l'Union Indienne de Chandigarh, en Inde, conçue par l'architecte Le Corbusier. Elle est l'emblème ou le symbole du Gouvernement de Chandigarh et symbolise « la main à donner et à la main pour les prendre, la paix et la prospérité, et l'unité de l'humanité ». Exemple le plus massif des nombreuses sculptures Main Ouverte de Le Corbusier, elle culmine à 26 mètres de haut. La structure métallique avec ses ailettes mesure 14 mètres de haut, et pèse 50 tonnes. Elle a été conçue pour pivoter dans le sens du vent,,.